# Bill France Junior
William Clifton France, alcunhado de "Bill Jr." e "Little Bill" (Washington, D.C., 4 de abril de 1933 – Daytona Beach, 4 de junho de 2007) foi um executivo esportivo norte-americano. Foi um dos principais executivo da NASCAR, entre 1972 e 2000.

## Início de vida
France nasceu em Washington, D.C. filho de Anne Bledsoe e William Henry Getty France. A sua família mudou-se para Daytona Beach, Flórida em 1935 para escapar à Grande Depressão. Frequentou a Seabreeze High School antes da Universidade da Flórida. Serviu a United States Navy durante dois anos antes de voltar para uma carreira nas corridas.
France cresceu ajudando nas trilhas das corridas; vendeu concessões e ajudou a estacionar carros na Daytona Beach Road Course. Trabalhou doze horas diárias, sete dias por semana durante treze meses com a a construção da Daytona International Speedway, onde manobrou um compactador, um bulldozer e uma motoniveladora. Tentou usar uma mula, uma vez, para puxar árvores para fora do pântano, porque o equipamento motorizado ficou preso.
Montou motociclos fora de estrada e começou a competir em enduro na década de 1960. France entrou na Baja 1000, divisão de motociclos, no início da década de 1970. Deu ao promissor desporto do motocross uma chance em Daytona, no início da mesma década. As corridas de motocross começaram com pequeno alarde, mas cresceram no popular Daytona Supercross. O supercross inspirou a Daytona Beach Bike Week.

## Líder do NASCAR
Depois de servir como vice-presidente durante seis anos, tornou-se o líder do NASCAR quando o seu pai, Bill France, Sr. se retirou em 10 de Janeiro de 1972. O International Motorsports Hall of Fame descreve a transição: "A não ser o próprio fundador do NASCAR, Bill Jr.'s apontado para a liderança, será provavelmente o evento mais significativo na história do corpo confirmado".
France continuou o legado do seu pai encorajando o crescimento da corrida de stock car Daytona 500 e da corrida de motociclos Daytona 200 na Daytona International Speedway. O programa Winston Million foi lançado pela R. J. Reynolds Tobacco Company em 1985. Um bônus de um milhão de dólares foi atribuído a qualquer condutor que conseguisse a vitória de três das quatro corridas de pré-selecção.
As séries Grand National da NASCAR foram renomeadas Winston Cup (actualmente NEXTEL Cup em 1973. Os fundos cresceram de 750.000 dólares para 2.000.000$. A parte dos campeões nos fundos rondavam os 2 milhões de dólares em 1998.
o Nascar.com foi lançado em 1996.

### Contratos televisivos
NASCAR teve poucas corridas televisionadas em 1972. Essas corridas que foram para o ar na década de 1970 eram inseridas em programas como o ABC Wide World of Sports. France assinou um contrato com o presidente da CBS Sports, Neal Pilson, para a transmissão televisiva da 1979 Daytona 500 de bandeira para bandeira. A corrida foi a primeira cobertura nacional de bandeira para bandeira de uma corrida NASCAR. A corrida teve altos índices de audiência, em parte devido à tempestade de neve ocorrida nos estados do Midwest e do Nordeste. Richard Petty venceu a corrida depois dos líderes Donnie Allison e Cale Yarborough terem colidido na última volta. O irmão de Allison, Bobby Allison, parou e trocou murros com Yarborough. As audiências e as coberturas da imprensa posteriores ajudaram France a assinar contratos televisivos com a ESPN em 1980, a TNN em 1990 e a TBS. A carreira de France culminou num contrato record de 2,4 biliões de dólares em1999 para a época de 2001.

## Aposentação
France deixou a presidência da NASCAR para Mike Helton em 2000 depois de lhe ter sido diagnosticado um cancro. Ele fez do seu filho Brian France o CEO e presidente da NASCAR em 2003. Bill France, Jr. tornou-se membro do quadro de directores da NASCAR, comoposto por seis pessoas.
A família France continua dona absoluta da NASCAR, e detém um controle de interesses no operador de corridas International Speedway Corporation.  France Jr. continuou como presidente do quadro da ISC até à sua morte. A sua filha Lesa France Kennedy é a presidente da ISC.

## Morte
France sofreu de cancro durante vários anos desde que lhe foi diagnosticada a doença em 1999. Apesar de a doença estar em remissão, nunca recuperou totalmente e tinha dificuldades respiratórias frequentemente. O cancro requereu internamento duas vezes durante 2007, acabando por morrer aos 74 anos de idade, no dia 4 de junho de 2007. A sua morte ocorreu durante a corrida da copa NEUTEL Autism Speaks 400, e a sua morte foi anunciada durante a transmissão ao vivo da corrida. As redes da FOX Sports nos E.U.A. pediram um minuto de silêncio no reinício da corrida, e a bandeira da corrida foi içada à meia haste.

## Inclusões em muros da fama
- 2001 - Oceanside Rotary Club of Daytona Beach Stock Car Racing Hall of Fame
- 2004 - International Motorsports Hall of Fame
- 2004 - Motorcycle Hall of Fame
- 2004 - Motorsports Hall of Fame of America
- 2006 - Automotive Hall of Fame[8]